# 合併比率
合併比率（がっぺいひりつ）とは、企業が合併する際の消滅会社の株式と存続会社の株式との交換比率であり、消滅会社の株式1株につき交付する存続会社の株式の割当比率を表している。この合併比率を使用して交付する存続会社の株式数が算定される。また、合併比率を算定するためには、合併当時企業の価値（企業評価額）を算定しておく必要がある。

## 合併比率の算定
合併比率は、一定の方法で算定された企業評価額を発行済み株式総数で割って求めた1株当たりの企業評価額に基づいて算定する。
- 合併比率
- =    (存続会社の企業評価額 ÷ 消滅会社の発行済み株式総数) ÷ (存続会社の企業評価額 ÷ 存続会社の発行済み株式総数)
- =    (消滅会社の1株当たりの企業評価額) ÷ (存続会社の1株当たりの企業評価額)